# Prisca Benita
 (août 2025).
Prisca Benita est une chantre, auteure-compositrice-interprète de gospel, médecin et artiste peintre camerounaise, née à Yaoundé et installée en Amérique du Nord.

## Biographie
Née à Yaoundé, Prisca Benita passe son enfance à Douala, où elle fréquente l'École publique de Deido pour ses études primaires, puis le Lycée bilingue de Deido et le Lycée d’Akwa Nord pour le secondaire.
Elle poursuit ses études universitaires à la Faculté de Médecine, de Pharmacie et d’Odonto-Stomatologie du Mali, puis complète une formation en recherche clinique à la Drexel University college of medicine en Pennsylvanie, aux États-Unis, ainsi qu’un programme en administration médicale au CIMT College au Canada.
Parallèlement à son parcours académique, elle découvre très tôt sa vocation pour la louange chrétienne. En 2011, elle fonde le Prisca Benita Ministry For Nations, un ministère chrétien qui œuvre à travers la musique, la prière et l’évangélisation. Il accompagne les croyants, soutient les femmes, et manifeste une attention particulière aux veuves et aux orphelins, en favorisant l’espoir et la restauration des communautés.
Installée entre le Canada, les États-Unis et l'Afrique, elle alterne concerts, missions évangéliques et activités médicales.

## Vie privée
En sa qualité d'épouse, elle porte désormais le nom de Prisca Benita Sonwa Bemmo.

## Discographie
| Année | Titre                                                    | Type   | Remarques                                | Réf.   |
| ----- | -------------------------------------------------------- | ------ | ---------------------------------------- | ------ |
| 2008  | Ngonf'o                                                  | Album  | Premier album studio                     | [ 5 ]  |
| 2013  | Rebirth                                                  | Album  | Album studio gospel contemporain         | [ 6 ]  |
| 2025  | Maintenant                                               | Single | New single sorti en 2025                 | [ 7 ]  |
| 2017  | Père, envoie ton Esprit                                  | Single | Chanson gospel de louange                | [ 8 ]  |
| 2018  | Au nom de Jésus (feat. Prudentia Jaze & Gédéon Longtchi) | Single | Chanson de louange et adoration          | [ 9 ]  |
| 2018  | Cette montagne se déplacera                              | Single | Clip publié en mai 2018                  | [ 10 ] |
| 2022  | Ce monde va passer                                       | Single | Sortie officielle le 1ᵉʳ mai 2022        | [ 11 ] |
| 2022  | Je te donne la gloire                                    | Single | Chant d’adoration annoncé comme 3ᵉ album | [ 12 ] |
| 2022  | Ma force c’est Toi                                       | Single | Chant dédié comme force dans l’épreuve   | [ 13 ] |
| 2024  | Bloqué (feat. Deborah Lukalu)                            | Single | Collaboration avec Deborah Lukalu        | [ 14 ] |

## Distinctions
- Prix honorifique du Meilleur Artiste Gospel Afrique Francophone aux Bénin Showbiz Awards (2022)[4] ;
- Prix de l’Intégration du Gospel Africain aux 229 Gospel Awards (2022)[4].